# US Viterbese 1908
US Viterbese 1908 is een Italiaanse voetbalclub uit Viterbo die speelt in de Serie C, de Italiaanse derde klasse. De club werd opgericht in 1908 en de clubkleuren zijn geel en blauw.

## Bekende (oud-)spelers
- Edwin van Ankeren
- Harry van der Laan
- Fabio Liverani
- Massamasso Tchangaï
- Giuseppe Zappella